# Rezerwat przyrody Czantoria
Czantoria – leśny, częściowy rezerwat przyrody w mieście Ustroń w województwie śląskim. Utworzony 12 listopada 1996 r. zarządzeniem Ministra Ochrony Środowiska, Zasobów Naturalnych i Leśnictwa (M.P. z 1996 r. nr 75, poz. 676), o powierzchni 97,71 ha. Leży na terenie Parku Krajobrazowego Beskidu Śląskiego.
Rezerwat usytuowany jest na stromych, północnych stokach Wielkiej Czantorii w północno-zachodniej części Beskidu Śląskiego, ponad dolinką potoku Gronik. Ochronie podlegają dolnoreglowe zbiorowiska leśne o charakterze naturalnym z drzewostanami jaworowymi, klonowymi i jesionowymi, tworzącymi następujące zespoły:
- kwaśna buczyna górska;
- żyzna buczyna karpacka;
- jaworzyna karpacka[2].

Po drugiej stronie granicy, w Czechach znajduje się narodowy rezerwat przyrody Čantoryje.